# Anne O’Shea
Anne O’Shea (ur. 5 września 1987) – amerykańska skeletonistka.

## Kariera
W zawodach Pucharu Świata zadebiutowała 29 listopada 2007 roku w Calgary, zajmując dziesiąte miejsce. Pierwszy raz na podium zawodów tego cyklu stanęła 3 lutego 2008 roku w Königssee, zajmując trzecie miejsce w zawodach drużynowych. Indywidualnie pierwszy raz w najlepszej trójce znalazła się 10 grudnia 2011 roku w La Plagne, gdzie była druga. Rozdzieliła tam na podium Kanadyjkę Mellisę Hollingsworth oraz swą rodaczkę - Katie Uhlaender. W kolejnych startach jeszcze kilkukrotnie stawała na podium zawodów pucharowych. Najlepsze wyniki osiągnęła w sezonie 2011/2012, kiedy to zajęła ósme miejsce w klasyfikacji generalnej. W 2016 roku wystartowała na mistrzostwach świata w Igls, gdzie zajęła piątą pozycję. Była też czwarta w zawodach drużynowych na rozgrywanych cztery lata wcześniej mistrzostwach świata w Lake Placid. Nigdy nie wystąpiła na igrzyskach olimpijskich.